# Téléphérique de Rochebrune
Le téléphérique de Rochebrune est un téléphérique à Megève, en Haute-Savoie. Ouvert en 1933, il s'agit de la première installation de ce type spécifiquement construite pour la pratique du ski alpin en France.

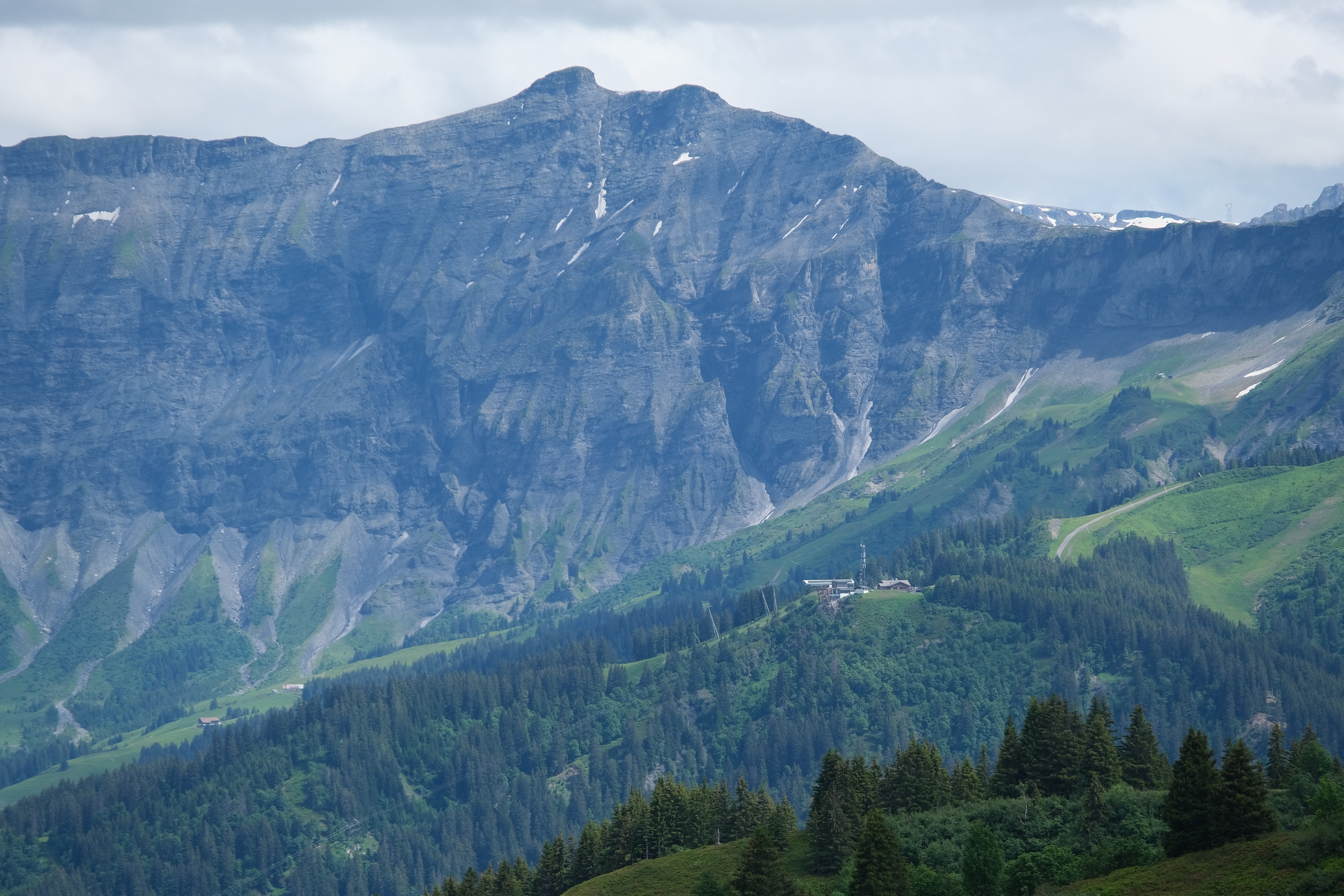
Vue depuis le nord-ouest de l'aiguille Croche avec le téléphérique de Rochebrune au premier plan.

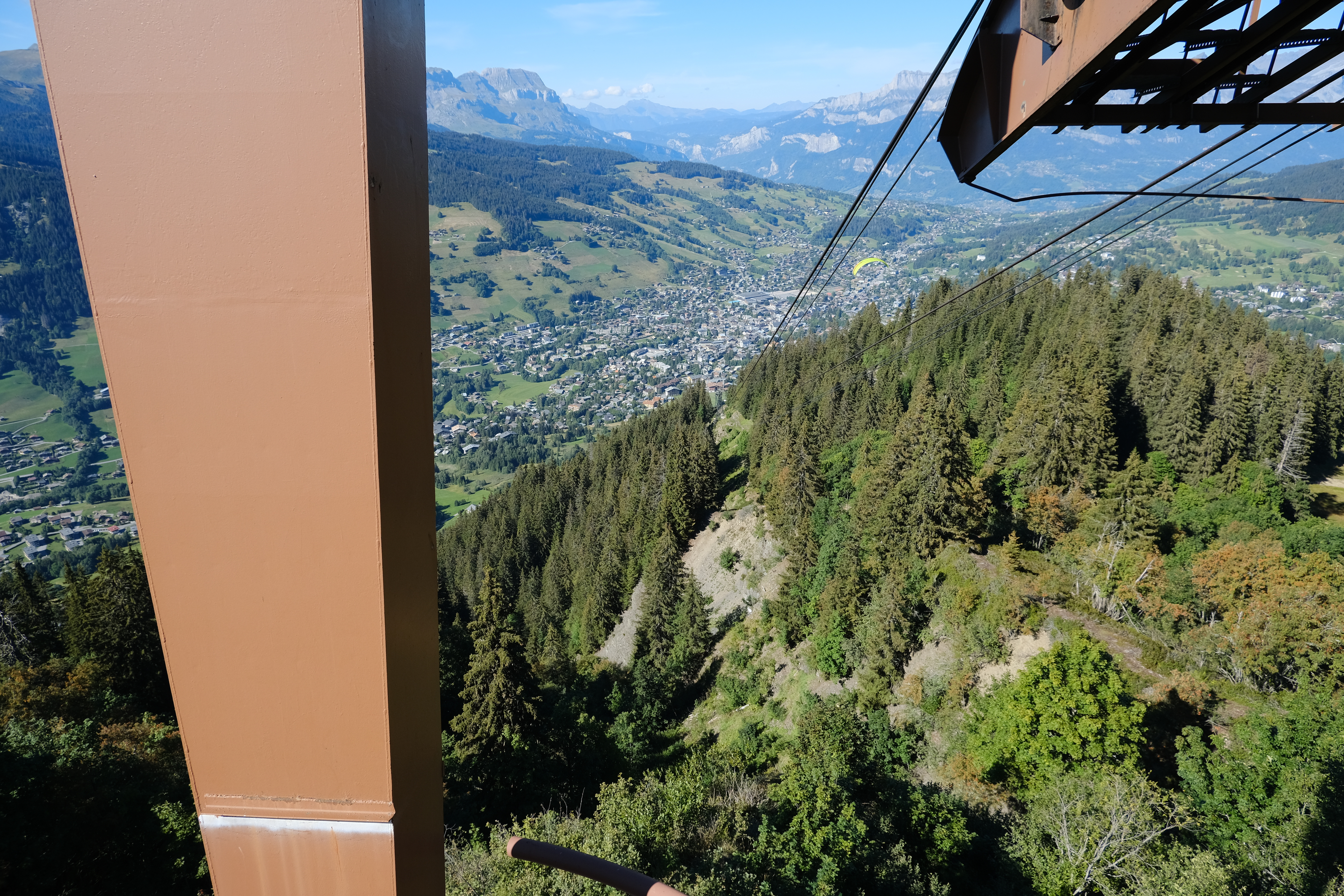
Vue de Megève depuis la gare amont du téléphérique.

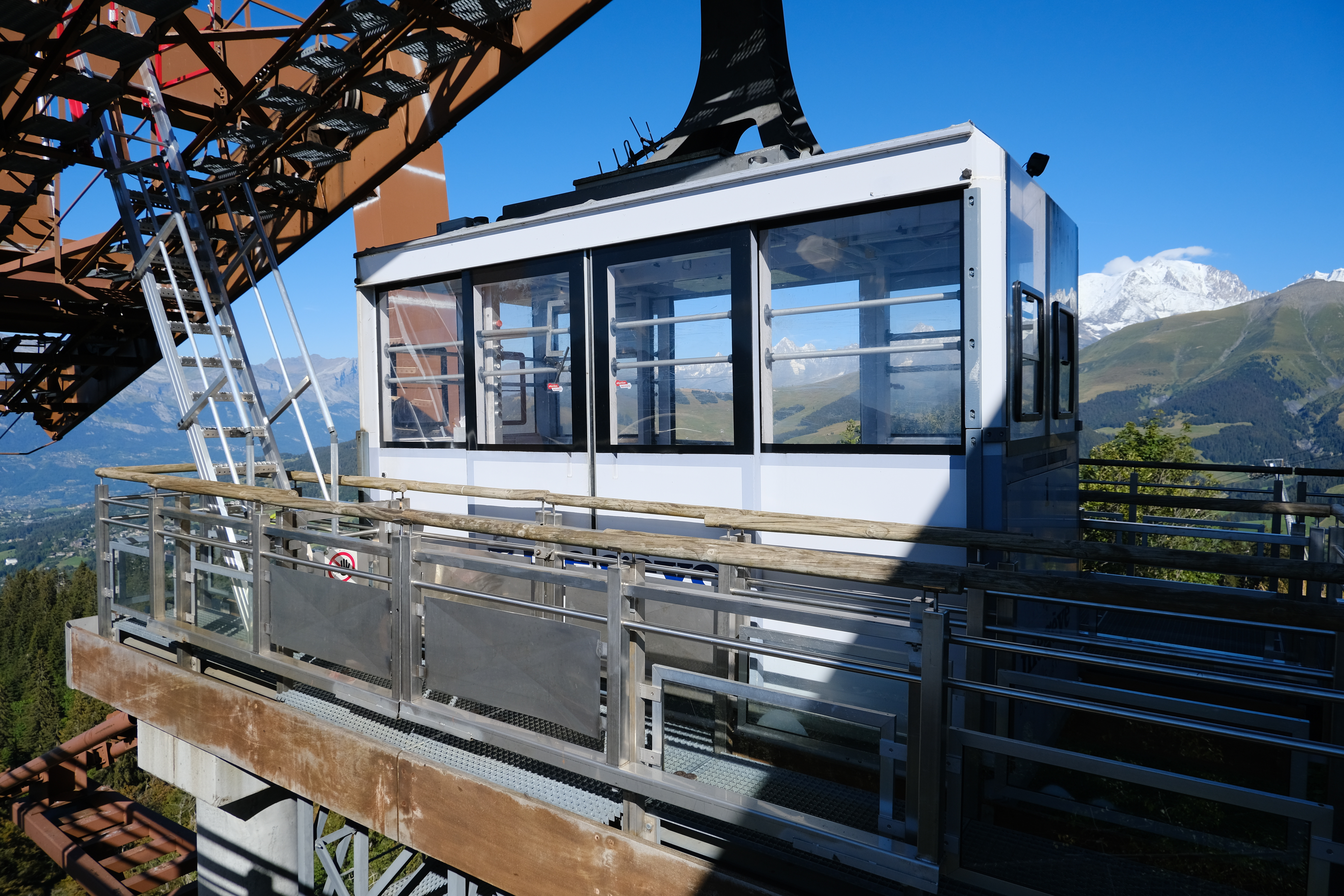
Une cabine en gare amont.